# Allopiophila arctica
Allopiophila arctica är en tvåvingeart som först beskrevs av Holmgren 1883.  Allopiophila arctica ingår i släktet Allopiophila och familjen ostflugor. Inga underarter finns listade i Catalogue of Life.